# 德克薩斯州丘陵區

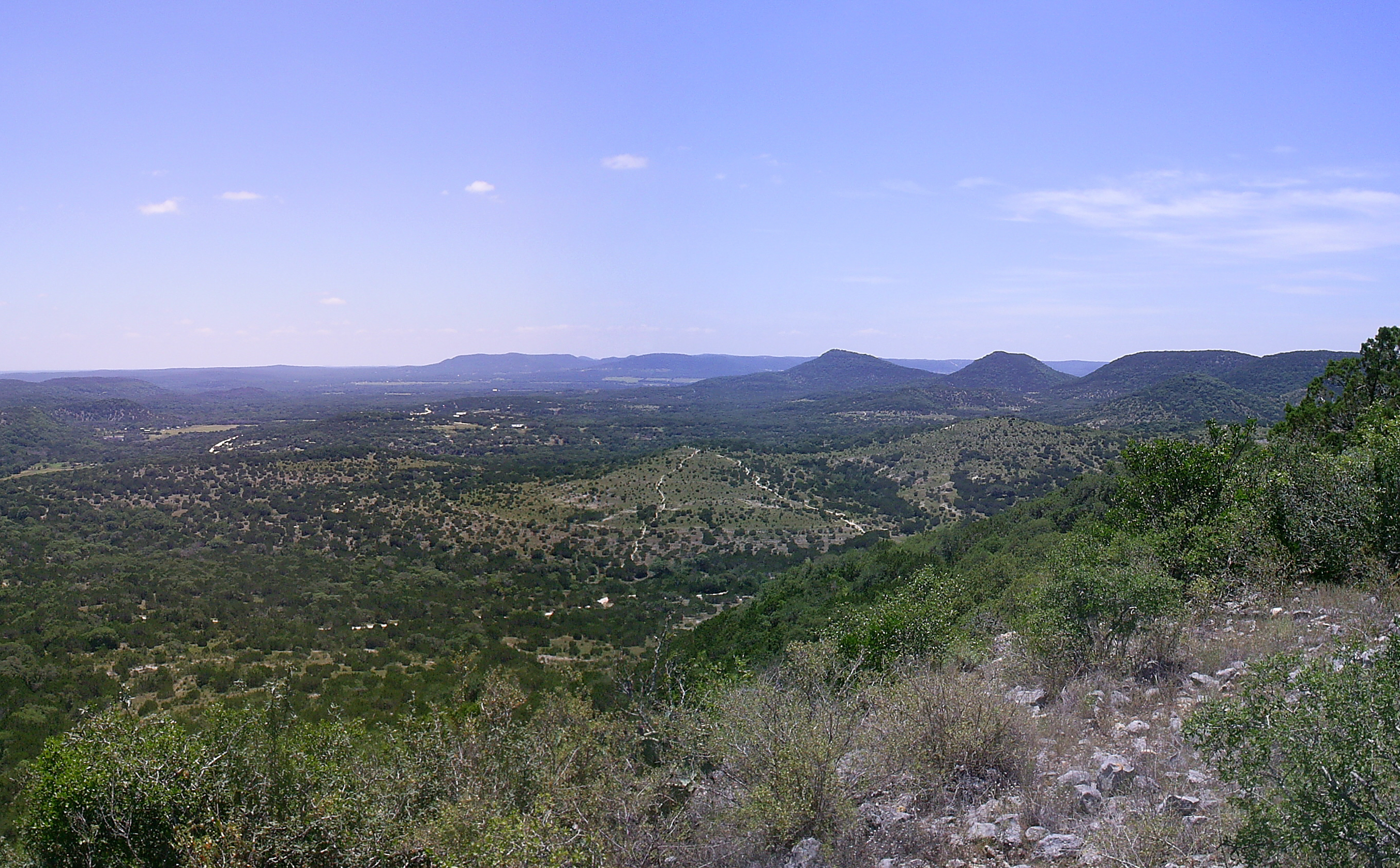
德克薩斯州丘陵區

德克薩斯州丘陵區是位於美國德克萨斯州中部和南部的一个地理区域。 该地区也是德克萨斯州的乡村區域。该地区擁有喀斯特地貌以及石灰岩以及花崗岩山丘。 该地区比較干燥，而且有時候會爆發暴洪。该地区的植被有丝兰属植物、仙人掌属植物。 